# Nitin Gadkari
Nitin Gadkari (marathi: नितिन गडकरी, ur. 27 maja 1957) – indyjski polityk, minister transportu drogowego i autostrad od 2014 r., obecnie w trzeciej kadencji, w rządzie centralnym pod przewodnictwem premiera Narendy Modiego. W latach 2017-2019 pełnił też funkcję ministra ds. zasobów wodnych, rozwoju rzek i ochrony Gangi.  Przewodniczący Indyjskiej Partii Ludowej w Indiach (2010-2013) oraz w stanie Maharasztra.  Minister Departamentu Prac Publicznych w stanie Maharasztra w latach 1995–1999, członek wyższej izby stanowego parlamentu Maharasztry.

## Życiorys
Karierę polityczną rozpoczął pod koniec lat 70. od działalności w organizacji studenckiej Akhil Bharatiya Vidyarthi Parishad (ABVP) na Uniwersytecie w Nagpurze (którego jest absolwentem) sympatyzującej z Indyjską Partią Ludową oraz w młodzieżówce tej partii. W 1990 wybrany do wyższej izby parlamentu Maharasztry, później również w latach 1996, 2002 i 2008. W latach 1995–1999 pełnił funkcje stanowego ministra ds. Prac Publicznych, prezesa Narodowego Komitetu Rozwoju Wiejskiej Infrastruktury Drogowej oraz Korporacji Rozwoju Infrastruktury Drogowej stanu Maharasztra. W latach 1999–2004 lider opozycji w wyższej izbie parlamentu Maharasztry. W latach 2009–2013 Gadkari był liderem największej opozycyjnej partii w Indiach – Indyjskiej Partii Ludowej z namaszczenia RSS (organizacji powiązanej z IPL). Od 2014 pełni funkcję ministra transportu drogowego i autostrad.
Obok Sushmy Swaraj, Lal Krishna Advaniego, Narendry Modiego i Arun Jaitleya należy obecnie do czołowych polityków IPL. Jest mężem Kanchany Gadkari oraz ojcem trojga dzieci. 